# 240p

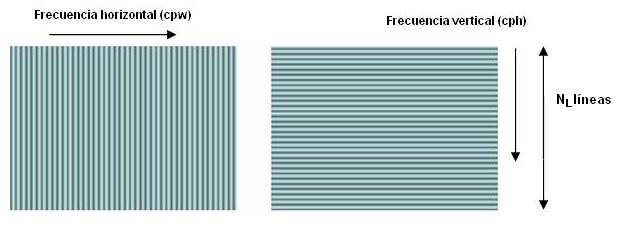

240p  es un nombre estenográfico (resumido) para un formato de vídeo. El número 240 significa 240 líneas de resolución vertical, mientras que la letra p significa progresivo o exploración progresiva. 240p se considera como un modo de vídeo LDTV. El término generalmente asume una relación de altura y anchura de 16: 9 (widescreen), lo que significa que utiliza 426x240.